# Ras in-Newwiela
Ras in-Newwiela (ang. Newwiela Point) – przylądek położony na południowym wybrzeżu Gozo, drugiej co do wielkości wyspy archipelagu maltańskiego. Jest to najbardziej wysunięty na południe punkt całej wyspy. U jego brzegów znajduje się jedno z największych miejsc do nurkowania na wyspie, którego średnia głębokość wynosi około 30 metrów.
Przylądek jest w dużej mierze płaski, ale brzegi mają stromy spadek. W okolicznych klifach można znaleźć także dwie jaskinie. Przylądek jest popularnym miejscem turystycznych wypadów.